# Тауровский сельский совет (Козовский район)
Тауровский сельский совет (укр. Таурівська сільська рада) — входит в состав
Козовского района
Тернопольской области
Украины.
Административный центр сельского совета находится в 
с. Тауров.

## История
- 1599 — дата образования.

## Населённые пункты совета
- с. Тауров